# Saga
Saga (od staronordijske riječi za "nešto rečeno", "ispričano") je izraz koji označava pripovijest ili spomen na neki događaj sačuvan usmenom predajom. U užem smislu se pod time podrazumijevaju priče koje opisuju skandinavsku ili germansku prošlost ili priče tradicionalne nordijske književnosti čiji autor nije poznat. Mogu imati različiti oblik, sadržaj i temu pa se tako npr. znaju razlikovati jednostvan folksaga (narodna saga) i djursaga (saga o životinjama), odnosno nešto razvijeniji oblik hjältesaga (saga o herojima) koje imaju epski karakter. Sage su u pravilu napisane u prozi, iako mogu ponekad sadržavati dijelove u stihovima. 
Tradicionalno se dijele u pet skupina:
- sage o kraljevima, koje opisuju vladavinu prvih norveških kraljeva;
- islandske sage, koje opisuju život i pustolovine nordijskih doseljenika na Islandu u 10. i 11. st.;
- suvremene sage, koje su o životu islandskih biskupa u 12. i 13. st. pisali njihovi suvremenici (Sturlunga saga)
- Legendarne ili Sage o starim vremenima (Fornaldarsaga) koje opisuje najstariju prošlost, i predstavljaju glavni izvor nordijske mitologije;
- Viteške sage, koje predstavljaju prijevod francuskih Chansons de geste.

Izraz "saga" se kasnije počeo rabiti i izvan konteksta nordijske književnosti, odnosno za višedjelna, složena djela fikcije koja svojim sadržajem imaju epski karakter (npr. saga Ratova zvijezda, Sumrak Saga i sl.).

## Vanjske poveznice
- Icelandic Saga Database - The Icelandic sagas in the original old Norse along with translations into many languages
- Old Norse Prose and Poetry